# Порано
Порано (итал. Porano) — коммуна в Италии, располагается в регионе Умбрия, подчиняется административному центру Терни.
Население составляет 1770 человек (на 2001 г.), плотность населения составляет 130,7 чел./км². Занимает площадь 13,54 км². Почтовый индекс — 5010. Телефонный код — 0763.
Покровителем населённого пункта считается святой Бернардин. Праздник ежегодно празднуется 20 мая.